# Манассия I (хазарский царь)
Манассия (ивр. מְנַשֶּׁה‎ 'непомнящий плохое'), Манассия бен Иезекия — правитель Хазарии из династии царей (беков) Буланидов. Отмечен в Еврейско-хазарской переписке. О нём ничего неизвестно, кроме имени. Правил в начале или 1-й половине IX века после своего отца Езекии, сына Обадии. Затем трон перешёл к брату Обадии — Ханукке. Современные историки усматривают в данном обстоятельстве косвенное свидетельство нестабильности в Хазарии, возникшей в ходе возвышения Буланидов над династией каганов и принятия иудаизма.